# Aspidoscelis carmenensis
Aspidoscelis carmenensis е вид влечуго от семейство Камшикоопашати гущери (Teiidae). Видът не е застрашен от изчезване.

## Разпространение и местообитание
Разпространен е в Мексико.
Обитава планини, възвишения, храсталаци и плата.

## Описание
Популацията на вида е стабилна.